# Pflegeanstalt Rastatt
Die Pflegeanstalt Rastatt war eine Pflegeeinrichtung für Patienten mit als unheilbar geltenden Erkrankungen in Rastatt. Sie befand sich in der Lützowerstraße 10 im ehemaligen Garnisonslazarett der Festung Rastatt. 
Bei ihrer Gründung im Juni 1934 sollte sie die vier ständig überbelegten badischen Anstalten Emmendingen, Reichenau, Illenau und Wiesloch dauerhaft entlasten. Leiter wurde Arthur Schreck. Am 5. September 1939 wurde die psychiatrische Anstalt mit 579 Patienten nach Zwiefalten verlegt. 1940 erfolgten die Transporte der Patienten in die Tötungsanstalt Grafeneck. 2013 wurden Gedenktafeln eingeweiht.